# 血藤
血藤（学名：Mucuna macrocarpa）为豆科血藤属下的一个種。多年生木質藤本，截斷莖後，會流出紅色的汁液。小枝具柔毛，羽狀三出複葉，具托葉，不具有小托葉。總狀花序，長可達40公分。花大型、鮮豔，暗紫色。花萼鐘狀，近軸面二裂片連生，遠軸面的花萼裂片最長。花冠突出 (exserted) ，旗瓣略為超過翼瓣，且不超過龍骨瓣長度的一半。二體雄蕊，花葯兩型。子房無柄，多胚珠，花柱內捲，無毛；柱頭頭狀 (capitate)。莢果扁平，長約7-15公分，寬約5公分，密布細毛，種子2-6顆。

## 授粉
血藤的花冠較大，可達5公分長，以往學者推測血藤可能由蝙蝠或鳥類為其授粉。根據Kobayashi等人 (2018) 年的研究成果，發現血藤亦會藉由哺乳動物為其授粉。該研究團隊利用紅外線攝影機，分別記錄日本九州、沖繩、以及台灣的血藤花序，結果顯示，日本九州地區的血藤，由日本獼猴及日本貂授粉；沖繩地區由琉球狐蝠授粉，台灣地區則由赤腹松鼠、條紋松鼠授粉。

## 扩展阅读
- 維基物種上的相關：血藤